# Humboldt Park
Pour les articles homonymes, voir Humboldt.

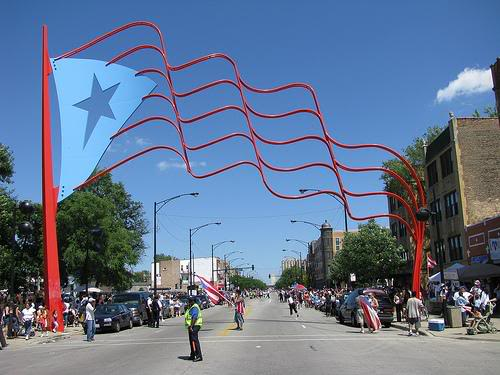
Paseo Boricua, défilé des Portoricains dans le quartier d'Humboldt Park.

Situation d'Humboldt Park dans la ville de Chicago.

Humboldt Park est l'un des 77 secteurs communautaires de la ville de Chicago aux États-Unis. C'est dans ce quartier qu'eut lieu la tragédie de l'Incendie de l'école de Notre-Dame des Anges en 1958.